# Poděvousy
Poděvousy är en ort i Tjeckien.   Den ligger i regionen Plzeň, i den västra delen av landet, 110 km sydväst om huvudstaden Prag. Poděvousy ligger 447 meter över havet och antalet invånare är 251.
Terrängen runt Poděvousy är huvudsakligen platt, men åt sydost är den kuperad. Runt Poděvousy är det ganska glesbefolkat, med 22 invånare per kvadratkilometer. Närmaste större samhälle är Klatovy, 18,8 km sydost om Poděvousy. Omgivningarna runt Poděvousy är en mosaik av jordbruksmark och naturlig växtlighet.